# スキップ (情報番組)
『スキップ』は、2006年4月1日から2010年2月27日まで北海道テレビ放送 (HTB) で放送されていた情報番組。

## 概要
生放送番組で、放送開始当初は土曜日15:00 - 16:00に放送されていたが、2006年10月14日放送分からは土曜日12:00 - 13:00に放送されるようになった。また、放送開始時のサブタイトルは「たのしいはソコにある」だったが、後に「北海道の元気に会いたい。」に変更された。
番組は2010年2月27日にレギュラー放送を終了。以後は3月27日まで関連ドキュメンタリー特番『スキップスペシャル 北海道のチカラ』を放送していた（3月20日を除く）。

## 出演者

### 司会
- 小野優子（当時HTBアナウンサー）
- 北川久仁子（CREATIVE OFFICE CUE所属タレント）

### その他の主な出演者
- 佐藤麻美（HTBアナウンサー）

### 途中降板した出演者
- 大島昌充（和食店経営者）
- 山田五郎（美術評論家・コラムニスト） - 2006年10月からレギュラー出演。9月以前にも不定期ゲストとして数回出演していた。

## レギュラー放送終了時のコーナー
- 特集 - 以下の企画を週替わりで放送。
  - 弟子入りたのもう
  - 北海道LOVERS
  - 道草の旅
  - 美食ナビ
- 野菜のススメ - ベジタブル＆フルーツマイスターの資格を持つ佐藤麻美が、野菜にこだわるレストランや珍しい野菜の活用法などを紹介。また、紹介した野菜を使った料理もスタジオで調理した。
- ニュース - 昼のHTBニュース担当のアナウンサーが担当。
- 天気
- 笑顔の広場

## 過去に放送されたコーナー
- グルバラ
- ドキュバラ
- おのゆうのLoveシネマ
- くにちゃんランキング

## 番組テーマ曲
- 「SIR DUKE」福原美穂